# It Will Rain
"It Will Rain" là một bài hát của nghệ sĩ thu âm người Mỹ Bruno Mars nằm trong album nhạc phim của bộ phim năm 2011 The Twilight Saga: Breaking Dawn – Part 1. Nó được phát hành vào ngày 27 tháng 9 năm 2011 như là đĩa đơn đầu tiên trích từ album bởi Chop Shop Records, Elektra Records và Atlantic Records. Bài hát được đồng viết lời và sản xuất bởi Mars, Philip Lawrence và Ari Levine, những cộng tác viên quen thuộc xuyên suốt sự nghiệp của nam ca sĩ, dưới tên gọi chung của họ The Smeezingtons. Được sáng tác trong quá trình Mars thực hiện chuyến lưu diễn đầu tay The Doo-Wops & Hooligans Tour (2010-12) ở Hoa Kỳ và trước khi được chọn bởi giám đốc âm nhạc của The Twilight Saga: Breaking Dawn – Part 1 Alexandra Patsavas để tham gia vào album nhạc phim, "It Will Rain" được hoàn thành sau khi nam ca sĩ được truyền cảm hứng từ việc xem phiên bản đầu tiên của bộ phim. Đây là một bản pop và soul ballad mang nội dung đề cập đến sự đau đớn và dằn vặt của một chàng trai sau khi chia tay.
Sau khi phát hành, "It Will Rain" nhận được những phản ứng trái chiều từ các nhà phê bình âm nhạc, trong đó họ đánh giá cao chất giọng sâu lắng của Mars nhưng cũng vấp phải nhiều chỉ trích xung quanh sự kịch tính quá mức của nó, đồng thời so sánh với đĩa đơn năm 2010 của Mars "Grenade" và bài hát năm 1971 của The Rolling Stones "Wild Horses". Tuy nhiên, bài hát đã gặt hái một số giải thưởng và đề cử tại những lễ trao giải lớn, bao gồm đề cử tại giải Sự lựa chọn của Giới trẻ năm 2012 cho Lựa chọn Âm nhạc: Đĩa đơn của Nghệ sĩ nam. "It Will Rain" cũng tiếp nhận những thành công đáng kể về mặt thương mại với việc lọt vào top 10 ở một số quốc gia trên toàn thế giới, bao gồm những thị trường lớn như Canada và New Zealand. Tại Hoa Kỳ, nó đạt vị trí thứ ba trên bảng xếp hạng Billboard Hot 100, trở thành đĩa đơn thứ bảy của Mars vươn đến top 5 tại đây. Tính đến nay, nó đã bán được hơn 7 triệu bản trên toàn cầu, trở thành một trong những đĩa đơn bán chạy nhất mọi thời đại.
Video ca nhạc cho "It Will Rain" được đồng đạo diễn bởi Mars và Phil Pinto, trong đó tập trung khai thác những cảm xúc khác nhau của Mars khi nhớ lại mối tình đã qua, như sự hạnh phúc và giận dữ với người yêu khi họ phải đấu tranh cho sự chia tay. Nó đã nhận được hai đề cử tại giải Video âm nhạc của MTV Nhật Bản năm 2012 cho Video của nghệ sĩ nam xuất sắc nhất và Video xuất sắc nhất từ một bộ phim, và chiến thắng giải đầu tiên. Để quảng bá bài hát, nam ca sĩ đã trình diễn nó trên nhiều chương trình truyền hình và lễ trao giải lớn, bao gồm The Ellen DeGeneres Show và The X Factor US, cũng như trong nhiều chuyến lưu diễn của anh. Kể từ khi phát hành, "It Will Rain" đã được hát lại và sử dụng làm nhạc mẫu bởi nhiều nghệ sĩ, như Kelly Price, Kelly Clarkson, Skylar Grey, Austin Mahone, Pia Mia, Max Schneider, Megan Nicole và Boyce Avenue. Mặc dù gặt hái nhiều thành công về mặt thương mại, nó đã không xuất hiện trong album phòng thu tiếp theo của Mars, Unorthodox Jukebox (2012).

## Danh sách bài hát
- Tải kĩ thuật số và CD[1]

1. "It Will Rain" – 4:17

## Xếp hạng
| Bảng xếp hạng (2011-12)                    | Vị trí cao nhất |
| ------------------------------------------ | --------------- |
| Úc (ARIA)                                  | 14              |
| Áo (Ö3 Austria Top 40)                     | 25              |
| Bỉ (Ultratop 50 Flanders)                  | 46              |
| Bỉ (Ultratip Wallonia)                     | 9               |
| Brazil Hot 100 Airplay (Billboard)         | 5               |
| Brazil Hot Pop Songs (Billboard)           | 3               |
| Canada (Canadian Hot 100)                  | 5               |
| Đan Mạch (Tracklisten)                     | 11              |
| Phần Lan (Suomen virallinen lista)         | 15              |
| Pháp (SNEP)                                | 58              |
| Đức (Official German Charts)               | 14              |
| Hungary (Rádiós Top 40)                    | 28              |
| Ireland (IRMA)                             | 11              |
| Israel (Media Forest)                      | 8               |
| Nhật Bản (Japan Hot 100)                   | 53              |
| Luxembourg Nhạc số (Billboard)             | 5               |
| Hà Lan (Dutch Top 40)                      | 35              |
| Hà Lan (Single Top 100)                    | 56              |
| New Zealand (Recorded Music NZ)            | 2               |
| Romania (Romanian Top 100)                 | 21              |
| Scotland (OCC)                             | 15              |
| Hàn Quốc (Gaon International Singles)      | 1               |
| Tây Ban Nha (PROMUSICAE)                   | 43              |
| Thụy Điển (Sverigetopplistan)              | 48              |
| Thụy Sĩ (Schweizer Hitparade)              | 22              |
| Anh Quốc (OCC)                             | 14              |
| Hoa Kỳ Billboard Hot 100                   | 3               |
| Hoa Kỳ Adult Contemporary (Billboard)      | 11              |
| Hoa Kỳ Adult Pop Airplay (Billboard)       | 3               |
| Hoa Kỳ Hot R&B/Hip-Hop Songs (Billboard)   | 83              |
| Hoa Kỳ Pop Airplay (Billboard)             | 1               |
| Hoa Kỳ Rhythmic (Billboard)                | 6               |
| Venezuela Pop/Rock General (Record Report) | 1               |

| Bảng xếp hạng (2011)                       | Vị trí |
| ------------------------------------------ | ------ |
| Australia (ARIA)                           | 87     |
| Germany (Official German Charts)           | 93     |
| Netherlands (Dutch Top 40)                 | 233    |
| New Zealand (Recorded Music NZ)            | 29     |
| South Korea (Gaon International Singles)   | 41     |
| UK Singles (Official Charts Company)       | 148    |
| Bảng xếp hạng (2012)                       | Vị trí |
| Canada (Canadian Hot 100)                  | 28     |
| South Korea (Gaon International Singles)   | 57     |
| US Billboard Hot 100                       | 26     |
| US Adult Contemporary (Billboard)          | 19     |
| US Adult Top 40 (Billboard)                | 12     |
| US Pop Songs (Billboard)                   | 12     |
| US Rhythmic (Billboard)                    | 26     |
| Venezuela Pop Rock General (Record Report) | 7      |

## Chứng nhận
| Quốc gia | Chứng nhận  | Số đơn vị/doanh số chứng nhận |
| --- | ----------- | ----------------------------- |
| Úc (ARIA) | 2× Bạch kim | 140.000^                      |
| Canada (Music Canada) | 3× Bạch kim | 30.000^                       |
| Đan Mạch (IFPI Đan Mạch) | Vàng        | 15.000^                       |
| Đức (BVMI) | Vàng        | 250.000‡                      |
| México (AMPROFON) | Bạch kim    | 60.000*                       |
| New Zealand (RMNZ) | Bạch kim    | 15.000*                       |
| Hàn Quốc (Gaon Chart) | —           | 831,831                       |
| Thụy Sĩ (IFPI) | Vàng        | 15.000^                       |
| Anh Quốc (BPI) | Bạc         | 200.000^                      |
| Hoa Kỳ (RIAA) | 3× Bạch kim | 3.000.000^                    |
| Streaming |             |                               |
| Đan Mạch (IFPI Đan Mạch) | Vàng        | 900.000^                      |
| * Chứng nhận dựa theo doanh số tiêu thụ. ^ Chứng nhận dựa theo doanh số nhập hàng. ‡ Chứng nhận dựa theo doanh số tiêu thụ và phát trực tuyến. |             |                               |